# Kristijan Ipša
Kristijan Ipša (født 4. april 1986 i Poreč) er en kroatisk fodboldspiller, som spiller i polenske Ekstraklasa-klub Piast Gliwice. Han har tidligere spillet for danske FC Midtjylland, tyske Energie Cottbus og NK Varaždin i hjemmelandet. 
I sin tid som landsholdspiller nåede Kristijan at spille 8 kampe .